# Nachal Zemer
Nachal Zemer (hebrejsky: נחל זמר) je krátké vádí v Horní Galileji, v severním Izraeli.
Začíná v nadmořské výšce necelých 500 metrů na východních svazích pahorku Har Zemer, na jižním okraji vesnice Ramot Naftali, poblíž lokální silnice 886, která z Ramot Naftali vybíhá k východu. Jde o region hor Naftali, respektive náhorní terasy Bik'at Kedeš, která východně odtud prudce klesá podél severojižně orientovaného terénního zlomu do údolí řeky Jordán. Vádí tento terénní stupeň překonává hluboce zaříznutým kaňonem, směřuje k severovýchodu, přičemž míjí vrcholek Keren Naftali, a klesá do Chulského údolí, kde jeho tok končí. Údolí Nachal Zemer je turisticky využívané. Poblíž se nachází vyhlídková turistická stezka pojmenovaná na počest vojáka izraelské armády Rana Kochby (רן כוכבא), který tu zahynul při pádu helikoptéry 20. července 2006 během druhé libanonské války.